# Consolea millspaughii
Consolea millspaughii ist eine Pflanzenart in der Gattung Consolea aus der Familie der Kakteengewächse (Cactaceae). Das Artepitheton millspaughii ehrt den US-amerikanischen Arzt und Botaniker Charles Frederick Millspaugh (1854–1923).

## Beschreibung
Consolea millspaughii wächst strauchig mit einer verzweigten Krone und erreicht Wuchshöhen von bis zu 2,5 Meter. Es wird ein Stamm von 5 bis 7 Zentimeter Durchmesser ausgebildet, der mit zahlreichen, dichten und rückwärts gebogenen, bis zu 15 Zentimeter langen Dornenbüscheln bewehrt ist. Die hellgrünen, flachen, glatten Triebabschnitte sind schmal länglich bis schief lanzettlich. Sie sind bis zu 40 Zentimeter lang, bis zu 10 Zentimeter breit und 1 bis 1,5 Zentimeter dick. Die Areolen sitzen bei ausgereiften Triebabschnitten in kleinen Vertiefungen. Die darauf befindlichen Glochiden, die manchmal auch fehlen können, sind kurz und gelblich braun. Nur auf den Areolen entlang der Triebabschnittsränder sind sechs bis 45 Dornen vorhanden, die anfangs etwas purpurfarben sind. Diese Dornen sind kürzer als die Dornen des Stammes.
Die becherförmigen, orangeroten bis karminroten Blüten weisen einen Durchmesser von bis zu 1 Zentimeter auf. Die zusammengedrückt eiförmigen, bis zu 2 Zentimeter langen Früchte weisen einen Durchmesser von 1,5 Zentimeter auf und sind nur wenig bedornt.

## Verbreitung, Systematik und Gefährdung
Consolea millspaughii ist auf den Bahamas, den Kaimaninseln und auf Kuba verbreitet.
Die Erstbeschreibung als Opuntia millspaughii erfolgte 1908 durch Nathaniel Lord Britton. Alwin Berger stellte die Art 1926 in die Gattung Consolea. Ein nomenklatorisches Synonym ist Consolea spinosissima subsp. millspaughii (Britton) Guiggi (2007).
Es werden folgende Unterarten unterschieden:
- Consolea millspaughii subsp. millspaughii
- Consolea millspaughii subsp. corallicola (Small) Majure

In der Roten Liste gefährdeter Arten der IUCN wird die Art als „Least Concern (LC)“, d. h. als nicht gefährdet geführt. Die zukünftige Entwicklung der Populationen ist unbekannt.

## Nachweise